# 夏坂真澄
夏坂 真澄（なつさか ますみ、男性、1956年 - ）は、日本の経営者。花王株式会社常務執行役員。ワシントン大学経営学修士号取得。

## 経歴
1956年生まれ。埼玉県出身。1979年、花王石鹸（現花王）入社。化粧品ブランド「ソフィーナ」などを担当。2012年6月20日付けでカネボウ化粧品代表取締役社長執行役員に就任。2018年1月1日付けでカネボウ化粧品社長を退任し、花王常務執行役員に専念。

## 共著
- 『日本と中国「歴史の接点」を考える―教科書にさぐる歴史認識』（2006年、角川学芸出版） 共著：稲葉雅人　ISBN 404651986X